# Vernaya fulva
Vernaya fulva là một loài động vật có vú trong họ Chuột, bộ Gặm nhấm. Loài này được G. M. Allen mô tả năm 1927.